# Heerhugowaard

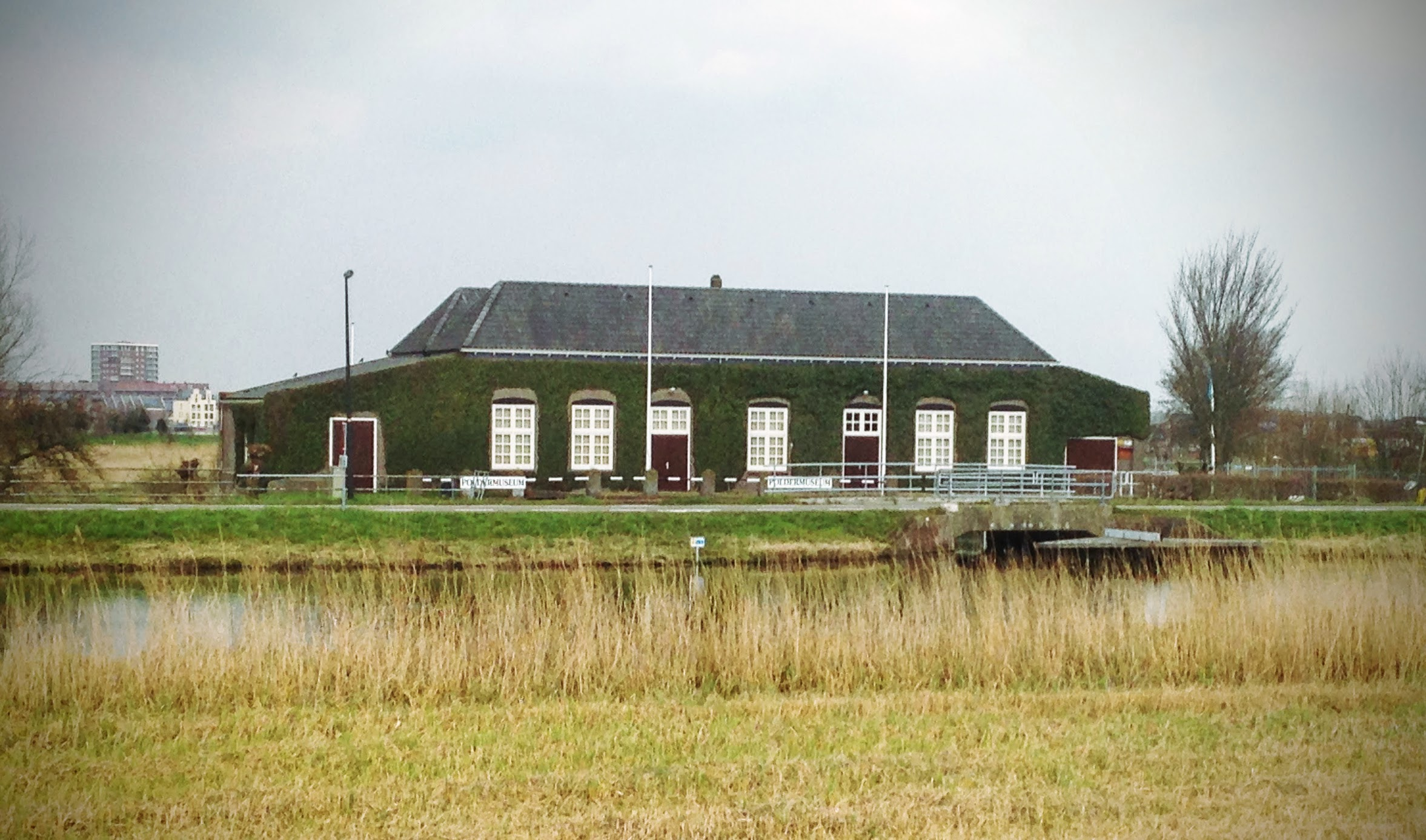
Poldermuseet i Heerhugowaard.

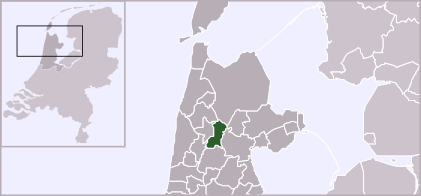
Heerhugowaards läge

Heerhugowaard, (västfrisiska: Heregewaard; De Waard, Lågtyska: Heerhugoweerd) tidigare kommun i nordvästra Nederländerna i provinsen Noord-Holland. Staden har en area på 39,97 km² (vilket 0,72 km² utgörs av vatten) och en folkmängd på 47 239 invånare (2004). Sedan 2022 ingår dess territorium i kommunen Dijk en Waard.